# Felsőtold

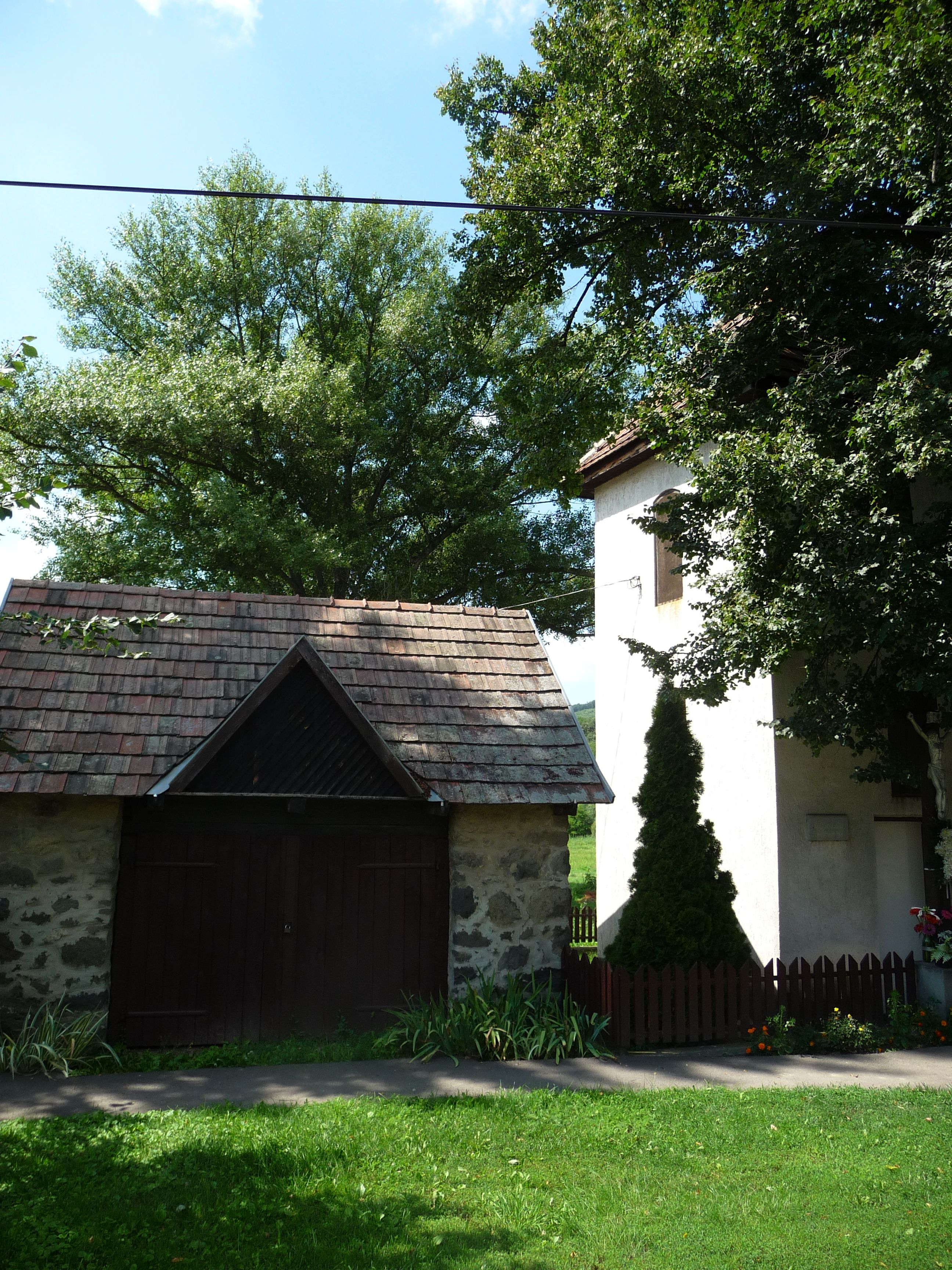
A Szent Imre katolikus kápolna

Felsőtold (szlovákul: Horný Told) község Nógrád vármegyében, a Pásztói járás északi részén; a járás egyik legkisebb falva. Az alsótoldi körjegyzőséghez tartozik.

## Fekvése
A falu a Cserhát dombjai közt, a Zsunyi-patak völgyében épült; a Kelet-cserháti Tájvédelmi Körzet határa a falu szélén húzódik, a Novohrad-Nógrád UNESCO Globális Geopark települése. Szécsény és Pásztó felől is megközelíthető – előbbitől körülbelül 18, utóbbitól 12-13 kilométerre fekszik –, áthalad a közigazgatási területén a két várost összekötő 2122-es út. A faluközpont főutcája a 2122-esből, annak a 18+850-es kilométerszelvénye közelében északkeleti irányban, Garáb felé kiágazó 21 145-ös út; ezen kívül a község közigazgatási területének északi, Nagylóc felőli szélén ágazik ki a 2122-esből a Hollókőre vezető 21 146-os út is.

## Története
Alsó- és Felsőtold határában, a Mogyorós-Sástó dűlőben mintegy ezeréves, több szintből álló temetkezési helyet tártak fel, alatta pedig római kori település nyomát fedezték fel.
A mostani Alsó- és Felsőtold elődje az Árpád-házi királyok idején létezett, Told nevű község – ez 1327-ben és 1470-ben is bizonyítottan a Toldi családé volt. Ez a falu a török időkben elpusztult, az 1715-1720 évi összeírásokban még nem fordult elő, tehát csak 1720 után települt újra.
1770-ben Kubinyi Gáspár, ifj. Darvas József, Gedey Adám és a Beniczky család volt a földesura, később báró Hellenbach József birtokába került; özvegye, utána gróf Chorinszky Igóé lett, majd az 1900-as évek elején gróf Wilczek Frigyes és Pátkay Dániel dr. voltak a nagyobb birtokosai.
A 20. század elején Nógrád vármegye Sziráki járásához tartozott.
1910-ben 312 lakosából 310 magyar volt. Ebből 275 római katolikus, 25 evangélikus, 8 izraelita volt.
A falunak soha nem volt saját temploma. Az egyemeletes, fagúlával fedett késő barokk római katolikus harangtornyot 1800 körül (lehet, hogy 1782-ben) emelték. Harangját Wieland Ádám öntötte Vácott, 1775-ben.

## Közélete

### Polgármesterei
- 1990–1994: Nagyváradi István (független)[4]
- 1994–1998: Nagyváradi István (független)[5]
- 1998–2002: Nagyváradi István (független)[6]
- 2002–2006: Nagyváradi István (független)[7]
- 2006–2010: Nagyváradi István (független)[8]
- 2010–2014: Nagyváradi István (független)[9]
- 2014–2019: Nagyváradi István (független)[10]
- 2019–2024: Nagyváradi István (független)[11]
- 2024– : Nagyváradi István (független)[1]

## Gazdaság
A falu lakossága évszázadokon át földművelésből és állattenyésztésből élt.

## A település szerkezete
A múlt században kialakult faluszerkezet jórészt megmaradt. A keskeny utcák a domborzathoz alkalmazkodva kanyarognak. A telkek beépítése fésűs. Fennmaradt sok jellegzetes, deszkamellvédes, tornácos, faragott oromdeszkázatú, kontyolt nyeregtetős palóc lakóház a 20. század elejéről.

## Népesség
A település népességének változása:
| Lakosok száma | 125  | 129  | 125  | 138  | 127  | 130  | 121  |
|               | 2013 | 2014 | 2015 | 2021 | 2022 | 2023 | 2024 |

2001-ben a település lakosságának 93%-a magyar, 7%-a cigány nemzetiségűnek vallotta magát.
A 2011-es népszámlálás során a lakosok 100%-a magyarnak mondta magát. A vallási megoszlás a következő volt: római katolikus 75%, református 2,3%, evangélikus 2,3%, felekezeten kívüli 11,4% (8,3% nem nyilatkozott).
2022-ben a lakosság 91,3%-a vallotta magát magyarnak, 0,8% németnek, 3,1% egyéb, nem hazai nemzetiségűnek (8,7% nem nyilatkozott; a kettős identitások miatt a végösszeg nagyobb lehet 100%-nál). Vallásuk szerint 41,7% volt római katolikus, 0,8% református, 0,8% görög katolikus, 0,8% ortodox, 3,9% egyéb keresztény, 11,8% felekezeten kívüli (40,2% nem válaszolt).

## Látnivalók
- A Szent Imre katolikus kápolna mellett álló, késő barokk harangtorony:
- népi lakóházak
- Kéz-kilátó